# Tomáš Pojar
Tomáš Pojar (* 28. prosince 1973 Praha) je český diplomat a bezpečnostní analytik, syn spisovatele a diplomata Miloše Pojara. Od roku 2022 je vyjednavačem předsedy vlády Petra Fialy pro evropské záležitosti a jeho poradcem pro národní bezpečnost.

## Život
Vystudoval politologii na Fakultě sociálních věd Univerzity Karlovy a je členem Občanské demokratické strany. Je ženatý a s manželkou Martinou má děti Eduarda, Rachel a Eliáše. Jeho otec Miloš Pojar byl po roce 1989 prvním československým velvyslancem v Izraeli.
- Od roku 1995 působil v nevládní humanitární organizaci Člověk v tísni, kde se stal o dva roky později ředitelem. V organizaci působil až do roku 2005.
- V roce 2005 začal působit na českém ministerstvu zahraničních věcí,[2] kde zastával funkci náměstka pro dvoustranné vztahy a 1. náměstka pro bezpečnostní otázky, záležitosti EU a bilaterální vztahy s evropskými státy.[3][4] V letech 2010 až 2014 zastával pozici velvyslance České republiky v Izraeli.[5]
- V letech 2014 až 2022 byl prorektorem soukromé vysoké školy CEVRO Institut.[6]
- V květnu 2022 se začalo spekulovat o Pojarově možné kandidatuře na prezidenta v prezidentských volbách v roce 2023[7], k tomu ale nedošlo. Od ledna 2023 zastává Pojar funkci poradce pro národní bezpečnost, kterou nově zřídila vláda v prosinci 2022.[8]
- Od června 2022 do srpna 2023 byl náměstkem ministrů pro evropské záležitosti ČR Mikuláše Beka a Martina Dvořáka. Tento post zastával víceméně formálně, protože je zároveň i takzvaným unijním šerpou premiéra Petra Fialy, tedy klíčovým vyjednavačem předsedy vlády pro unijní summity. „Šerpou“ zůstává i nadále.[9]

Pracoval jako konzultant pro průmyslově-technologický holding Czechoslovak Group českého podnikatele Michala Strnada, jehož některé společnosti působící ve zbrojním průmyslu jsou hlavními dodavateli české muniční iniciativy pro Ukrajinu.
Jako poradce pro národní bezpečnost se spolu s premiérem Petrem Fialou a ministrem zahraničí Janem Lipavským podílel na formování české zahraniční politiky. Byl považován za jestřába v otázce Ukrajiny a Izraele.

## Názory a postoje
Kritizoval ministra zahraničí Tomáše Petříčka, ministra kultury Lubomíra Zaorálka a bývalého ministra zahraničí Karla Schwarzenberga za jejich společné prohlášení z 23. května 2020, ve kterém odsoudili plánovanou izraelskou anexi židovských osad, které Izrael od roku 1967 vybudoval na okupovaném Západním břehu Jordánu, což je území, se kterým Palestinci počítají pro svůj budoucí stát Palestina. Podle Pojara „výhrady vůči politice přátel či spojenců se obvykle tlumočí tradičně diskrétními diplomatickými metodami“. Pojar rovněž odmítl návrat několika milionů potomků palestinských uprchlíků, který by mohl vést k „likvidaci židovského státu jako národní domoviny.“
Podporuje více česko-izraelské spolupráce na denní bázi, například mezi univerzitami nebo soukromými firmami, aby bylo dosaženo strategického spojenectví mezi Českem a Izraelem.
V polovině února 2023 dostal na starost problematiku dezinformací poté, co vláda zrušila post mediálního zmocněnce, který zastával Michal Klíma. V dubnu 2023 Tomáš Pojar v rozhovoru mimo jiné řekl „Já nedokážu definovat dezinformaci“. Dále pod ním agenda podle kritiků usnula. Zdroje z okolí kabinetu popisují, že se sice Pojar se zainteresovanými politiky krátce poté, co dostal dezinformace na starost, sešel – tím ale aktivita skončila. V říjnu 2023 ho nahradil Miloš Gregor, který se stal poradcem premiéra pro informační gramotnost a boj s dezinformacemi.
V květnu 2024 podpořil izraelské vojenské operace proti Hamásu v Gaze, protože podle Pojara je to morální postoj, který nám získá respekt mnoha arabských zemí. Prohlásil, že Izrael se snaží, aby bylo co nejméně palestinských civilních obětí a dále uvedl, že polovinu obětí v Gaze tvoří teroristé a Hamás používá civilisty jako lidské štíty. Kritizoval žádost žalobce Mezinárodního trestního soudu (ICC) v Haagu o vydání zatykače na izraelského premiéra Benjamina Netanjahua a prohlásil, že Česko nebude respektovat případný zatykač na Netanjahua, i když je signatářem římského statutu Mezinárodního trestního soudu a má povinnost zadržet osoby stíhané zatykačem.